# Gimme
Gimme – utwór grecko-cypryjskiego zespołu muzycznego One, napisany i skomponowany przez Jiorgosa Teofanusa, nagrany i wydany w 2002 roku, umieszczony na trzeciej płycie formacji pt. Echo tosa na su po z tego samego roku. 
Singiel reprezentował Cypr podczas finału 47. Konkursu Piosenki Eurowizji w 2002 roku, zajmując ostatecznie 6. miejsce w klasyfikacji końcowej. Podczas występu wokalistom towarzyszyła chórzystka Christina Argyri. 
Oprócz anglojęzycznej wersji piosenki, zespół nagrał utwór także w języku hiszpańskim – „Dame”.

## Lista utworów
CD single
1. „Gimme” – 3:03
2. „Gimme (The Key Mix)” – 4:01
3. „I Can't” – 3:01